# 蛇尾一
蛇尾一（β Hyi/水蛇座β），是南天拱极星座水蛇座的恒星。视星等2.8，是水蛇座的最亮星。基于视差测量，该星的距离大约是24.3光年。
该星有大约1.2太阳质量和1.8太阳半径，超过3倍太阳光度。恒星分类为G2IV，亮度分类“IV”表示它是一个次巨星。它是一个比太阳还要演化更多的恒星，核心的氢已经耗尽。它是太阳附近最老的恒星之一。该星类似太阳可能在遥远未来的样子，使它成为天文学家感兴趣的天体。

## 行星系统？
在2002年Endl et al.提到可能有未看见的伴星环绕蛇尾一，根据径向速度指出周期超过20年。最低质量4倍木星的亚恒星天体，轨道半径大约8天文单位可以解释观测到现象。如果确认了，它将是个与木星相似的行星，只是4倍重。目前没有确定侦测到的行星/亚恒星天体。
这些结果在CES和HARPS测量并没有证实。这长期的径向速度变化可能是因为恒星的磁场活动周期造成的。